# والتر هورن
والتر هورن (بالألمانية: Walter Horn ) (و. 1881 – 1967 م) هو عالم فلك من ألمانيا . 
توفي عن عمر يناهز 86 عاماً.